# Assemblée nationale ukrainienne - Autodéfense ukrainienne
Pour les articles homonymes, voir Assemblée nationale.
L'Assemblée nationale ukrainienne – Autodéfense ukrainienne (en ukrainien : Українська Національна Асамьлея–Українська Наробна Самооборона, abrégé UNA-UNSO) est un parti nationaliste ukrainien, dirigé par Youriy Choukhevytch, le fils de Roman Choukhevytch.

## Historique
L'UNA fut créé le 30 juin 1990 à Lviv. En 1991 et 1992, des membres d'UNA ont provoqué un certain nombre de combats de rue avec des nationalistes russes à Kiev et en Crimée.
Durant la guerre de Transnistrie, les membres d'UNA-UNSO ont combattu avec les séparatistes contre les forces moldaves. Ce combat fut justifié par la défense de la minorité ukrainienne de Transnistrie.
Les combattants de l'UNA-UNSO ont rejoint les rebelles Tchétchènes pendant la première guerre de Tchétchénie pour s'opposer à l'impérialisme de Moscou. L'UNA-UNSO était engagée aux côtés de l'Azerbaïdjan et des Loups Gris turcs contre l'Arménie pendant la Guerre du Haut-Karabagh,.
Pendant la Révolution orange, le parti a soutenu le président pro-occidental Victor Iouchtchenko.
Le parti compte dans ses rangs Andryi Skhil, député du Bloc Ioulia Timochenko.
L’UNA-UNSO est qualifiée d'extrémiste et interdite en Russie. Le 17 mars 2014, les services de renseignement russes enlèvent l'un des dirigeants de l'organisation, Mykola Karpyuk. Le comité d'enquête de la fédération de Russie l'accuse d'avoir tué des soldats de l'armée russe en Tchétchénie pendant le conflit armé de 1994-1995,.

## Divers
L'UNA-UNSO soutient l'Église orthodoxe d'Ukraine (Patriarcat de Kiev).
On compte environ 10 000 militants de cette organisation, dont beaucoup de jeunes ukrainiens (90 % de ses membres ont entre 18 et 35 ans).
L'UNA-UNSO milite pour la réhabilitation des membres de l'Armée insurrectionnelle ukrainienne.
En 2009, la Russie accuse des Ukrainiens du parti d'avoir combattu aux côtés des Géorgiens pendant la deuxième guerre d'Ossétie du Sud en 2008.
En mai 2014, le parti s'est fondu avec d'autres mouvements nationalistes dans le nouveau parti politique Secteur droit.